# Lewis Coady
Lewis Coady (sinh ngày 20 tháng 9 năm 1976) là một cựu cầu thủ bóng đá người Anh thi đấu ở vị trí tiền vệ. Ông ra sân tại English Football League với Wrexham và Doncaster Rovers, tuy nhiên ông dành gần hết sự nghiệp thi đấu tại Welsh Premier League.